# Alternanthera nesiotes
Alternanthera nesiotes là một loài thực vật]] thuộc họ Amaranthaceae. Đây là loài đặc hữu của Ecuador.